# Prątnik
Prątnik (deutsch Marienfelde) ist ein Ort in der polnischen Woiwodschaft Ermland-Masuren und gehört zur Landgemeinde Braniewo (Braunsberg) im Powiat Braniewski (Kreis Braunsberg).
Prątnik liegt im Nordwesten der Woiwodschaft Ermland-Masuren, drei Kilometer südlich der Kreisstadt Braniewo (Braunsberg).
Der Gutsort Abbau Reszinski wurde zum 2. April 1860 in „Marienfelde“ umbenannt. Bis 1945 war er ein Wohnplatz in der Stadtgemeinde Braunsberg im ostpreußischen Kreis Braunsberg im Regierungsbezirk Königsberg. Er zählte im Jahre 1905 sieben Einwohner.
Als 1945 das gesamte südliche Ostpreußen in Kriegsfolge an Polen abgetreten wurde, erhielt Marienfelde die polnische Namensform „Prątnik“. Der Ort wurde aus der Stadt Braniewo aus- und in die Gmina Braniewo eingegliedert, in der es bis 2024 eine Kolonia von Zawierz (Zagern) war.
Prątnik ist – wie Marienfelde bis 1945 – seitens der römisch-katholischen Kirche nach Braniewo (Braunsberg) in die Basilika St. Katharina eingepfarrt. Sie gehört jetzt zum Erzbistum Ermland. Bis 1945 war Marienfelde auch in die evangelische Kirche Braunsberg, damals in der Kirchenprovinz Ostpreußen der Kirche der Altpreußischen Union gelegen, eingegliedert. Heute gehört der Ort zur Diözese Masuren der Evangelisch-Augsburgischen Kirche in Polen.
Prątnik liegt an der polnischen Landesstraße 54, die die Russisch-polnische Grenze mit Braniewo verbindet und zur Anschlussstelle Braniewo Południe der Schnellstraße S 22 führt und dort in die Woiwodschaftsstraße 506 übergeht.
Die nächste Bahnstation ist Bemowizna (Böhmenhöfen) an der mit zwei Spurweiten ausgerüsteten Bahnstrecke Malbork–Braniewo, die ein Teilstück der früheren Preußischen Ostbahn darstellt.